# The Human Factor (Album)
The Human Factor ist ein Jazzalbum der Formation Ensemble 5. Die am 9. und 19. Oktober 2022 in den Powerplay Studios, Maur/Zürich, entstandenen Aufnahmen erschienen am 15. März 2024 auf ezz-thetics.

## Hintergrund
Ensemble 5, ein Jazzquintett aus der Schweiz, betätigt sich seit seiner Gründung im Bereich zwischen Avantgarde-Jazz und improvisierter Musik. Die Gruppe besteht aus dem Schlagzeuger Heinz Geisser, dem Bassisten Fridolin Blumer, dem Pianisten Reto Staub, dem Posaunisten Robert Morgenthaler; hinzu kam auf „The Human Factor“ als Gast der Vibraphonist Christopher Dell. 

## Titelliste
- Ensemble 5: The Human Factor ()[1]

1. Prelude 2:01
2. The End of Predictability 7:09
3. Stakes Are High 5:31
4. Rebirth of the Singular 7:15
5. Interlude 1:56
6. The Human Factor 7:28
7. All That Jazz 7:11
8. Transcience 5:37

Die Kompositionen stammen von Heinz Geisser, Fridolin Blumer, Reto Staub, Robert Morgenthaler & Christopher Dell.

## Rezeption
Nach Ansicht von Glenn Astarita, der das Album in All About Jazz rezensierte, bringt diese Veröffentlichung eine frische Perspektive in die improvisierte Musik. The Human Factor sei ein Beweis für die Kraft der Zusammenarbeit und die endlosen Möglichkeiten improvisierter Musik. Die Fähigkeit des Quintetts, individuellen Ausdruck mit kollektiver Kohärenz in Einklang zu bringen, mache dieses Album von Anfang bis Ende zu einem fesselnden Hörerlebnis. Mit einer nahezu perfekten Mischung aus Witz, Spontaneität und tiefgründiger Musikalität würde die Präsentation aktives Zuhören belohnen und zum wiederholten Erkunden einladen. Ensemble 5 habe wahrhaftig ein Werk geschaffen, das die Komplexität und Schönheit der menschlichen Erfahrung durch die Sprache des Jazz einfange und uns daran erinnere, dass manchmal die beste Improvisation das Leben selbst ist. Jeder Zuhörer dürfte wahrscheinlich eine einzigartige Interpretation dieses Albums haben, da nichts in dieser Session in Stein gemeißelt sei, und das würde tatsächlich einen Teil der Schönheit dieses Albums ausmachen.
Wie zu erwarten – mittlerweile habe sogar die freie Improvisation einige etablierte Methoden – würden die längeren Stücke eine größere Bandbreite an Tempo, Dichte und Lautstärke ermöglichen, was man sofort (und ironischerweise) im zweiten Stück „The End of Predictability“ höre, schrieb Andrey Henkin (Squid's Ear). Wenn Blumer zu coll'arco-Spiel wechsle, gebe es einen drängenderen Antrieb und eine rauere Textur, und es würde für Dell sprechen, dass er durchsetzungsfähig ist und sich nicht wie ein neues Besetzungsmitglied fühlt, das in eine langjährige Ensemble-Fernsehshow hineingedrängt wird. Das zweitlängste Stück, „Rebirth of The Singular“, würde über seine gesamte Dauer hinweg schmerzlich und triefend klingen und einen Höhepunkt der Session darstellen, wobei jedes Mitglied die anderen beinahe dazu herausfordere, die Stimmung der Zurückhaltung und des konzentrierten Zuhörens zu brechen.